# Książę Neapolu (bizantyński)
Książę Neapolu – dowódca wojskowy (ducatus Neapolitanus) bizantyńskiej placówki we Włoszech, jednej z niewielu, które pozostały po przybyciu Longobardów i Saracenów.
W 661 cesarz Konstans II, bardzo zainteresowany sprawami południowych Włoch (przeniósł stolicę do Syrakuz), mianował neapolitańczyka zwanego Basil jako dux lub magister militum. Potem linia książąt, często niezależnych i dziedzicznych od połowy IX wieku, rządziła do przybycia Normanów, nowego zagrożenia, którego nie przetrwali. Trzydziesty dziewiąty i ostatni książę, Sergiusz VII, poddał swe miasto królowi Rogerowi II w 1137.